# Tuaregové
Tuaregové jsou jedním z berberských národů obývajících rozsáhlá území rozkládající se ve středozápadní části Sahary a Sahelu na severu Afriky. Tvoří je asi 4,2 milionu osob, jejichž hlavní obživou je kočovné pastevectví. Dnes je jejich území rozděleno mezi Alžírsko, Libyi, Niger, Mali a Burkinu Faso.
Sami sebe označují názvem Kel Tamašek, tj. lidé mluvící jazykem tamašek, který je jedním z berberských jazyků. Podle jiných pramenů se název odvozuje z arabského at-Tawárika tedy „bohem opuštění“. Podle Encyklopedia of Islam je název Tuareg odvozen od slova Targa, což je berberské označení provincie Fezzán v dnešní Libyi a tudíž označení Tuareg znamená člověk z Fezzánu. Stejně jako zbylé berberské kmeny i oni prošli procesem arabizace a přijali islám. Jejich území se rozkládá především v nehostinných a špatně přístupných oblastech, takže si i navzdory tomu zachovali velkou část původní kultury včetně jazyka a písma.

## Historie a původ

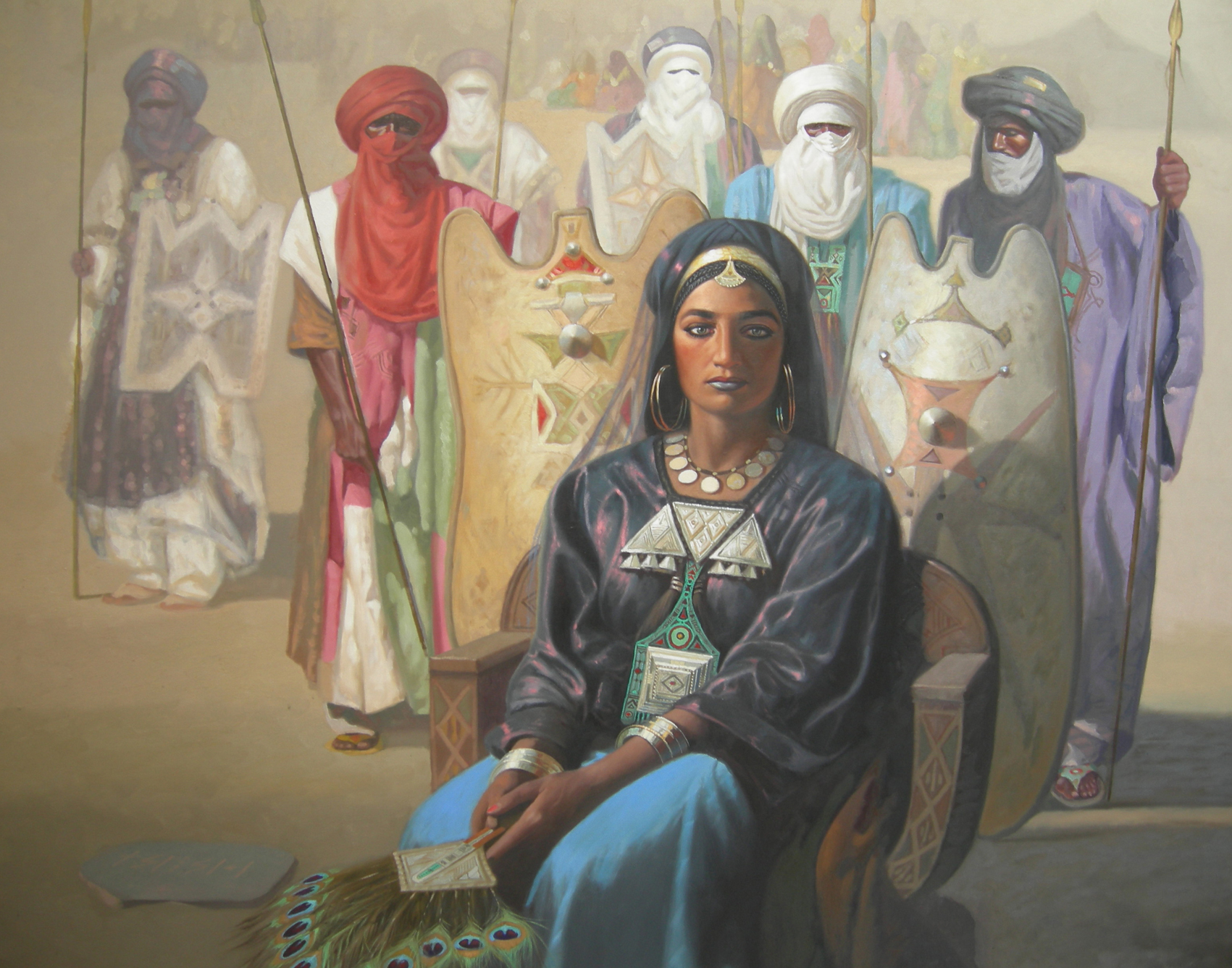
Královna Tin Hinan, obraz z Národního muzea Alžírsku

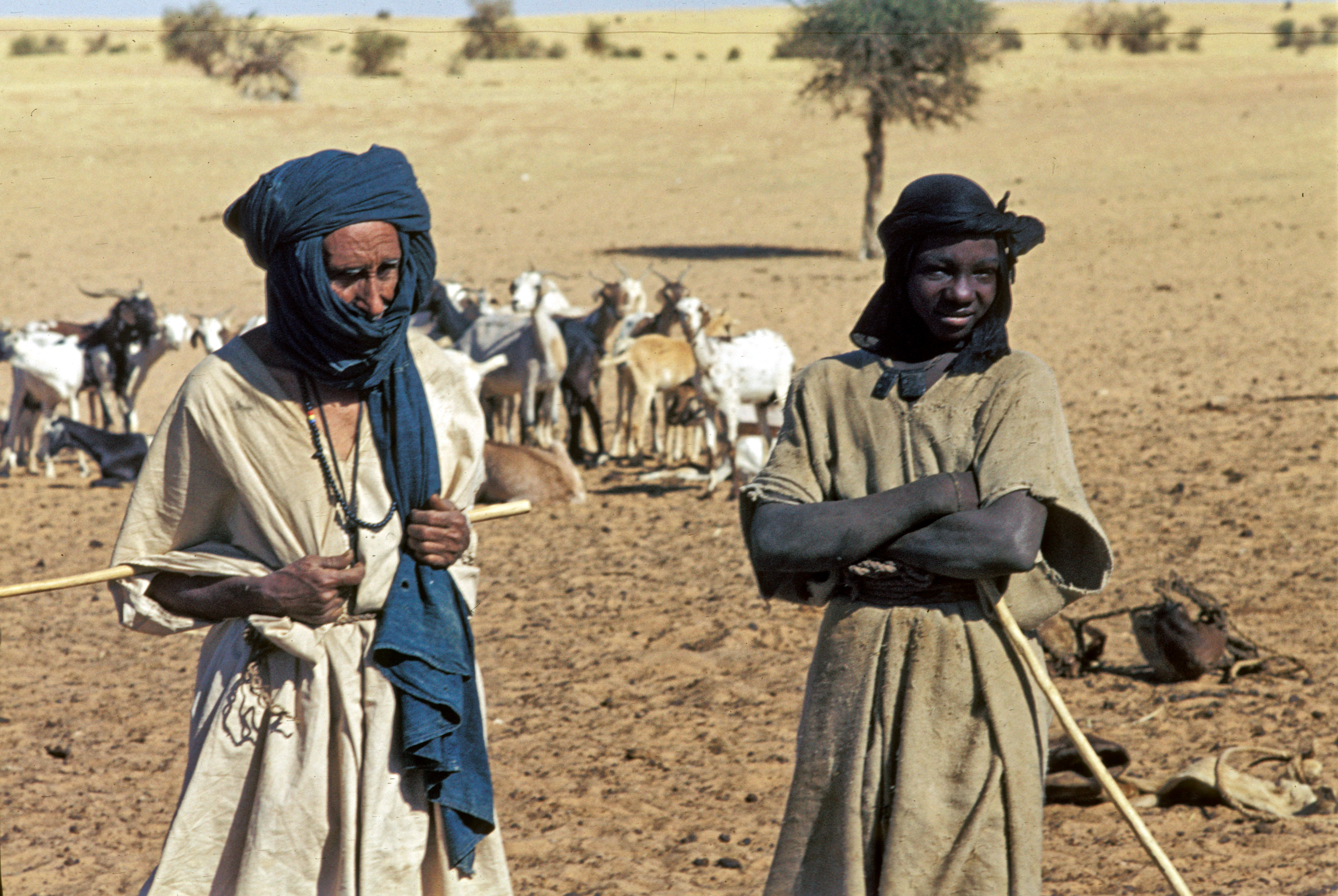
Pastevci Tuaregové v Mali v roce 1974

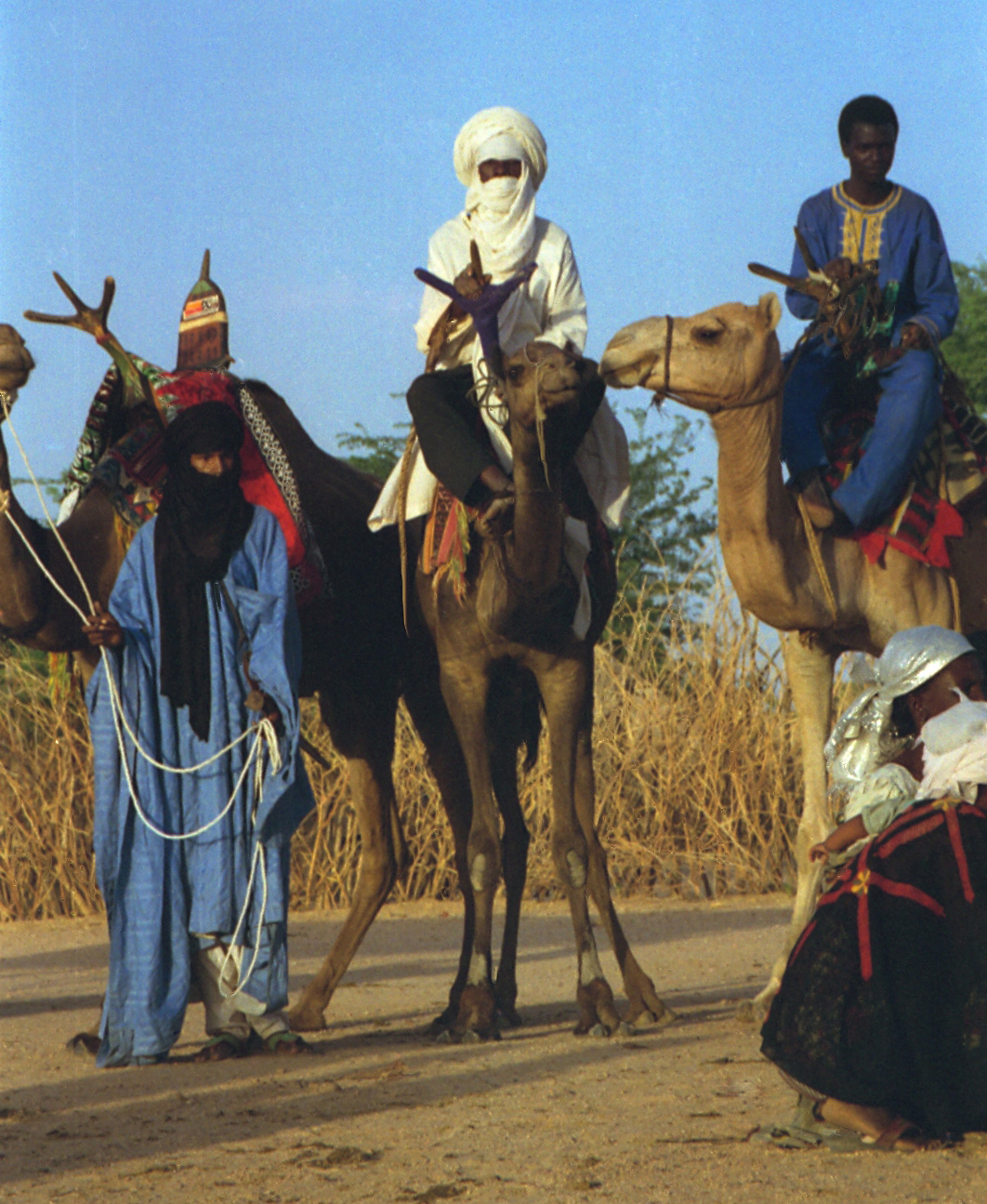
Tuaregové v Nigeru v roce 1997

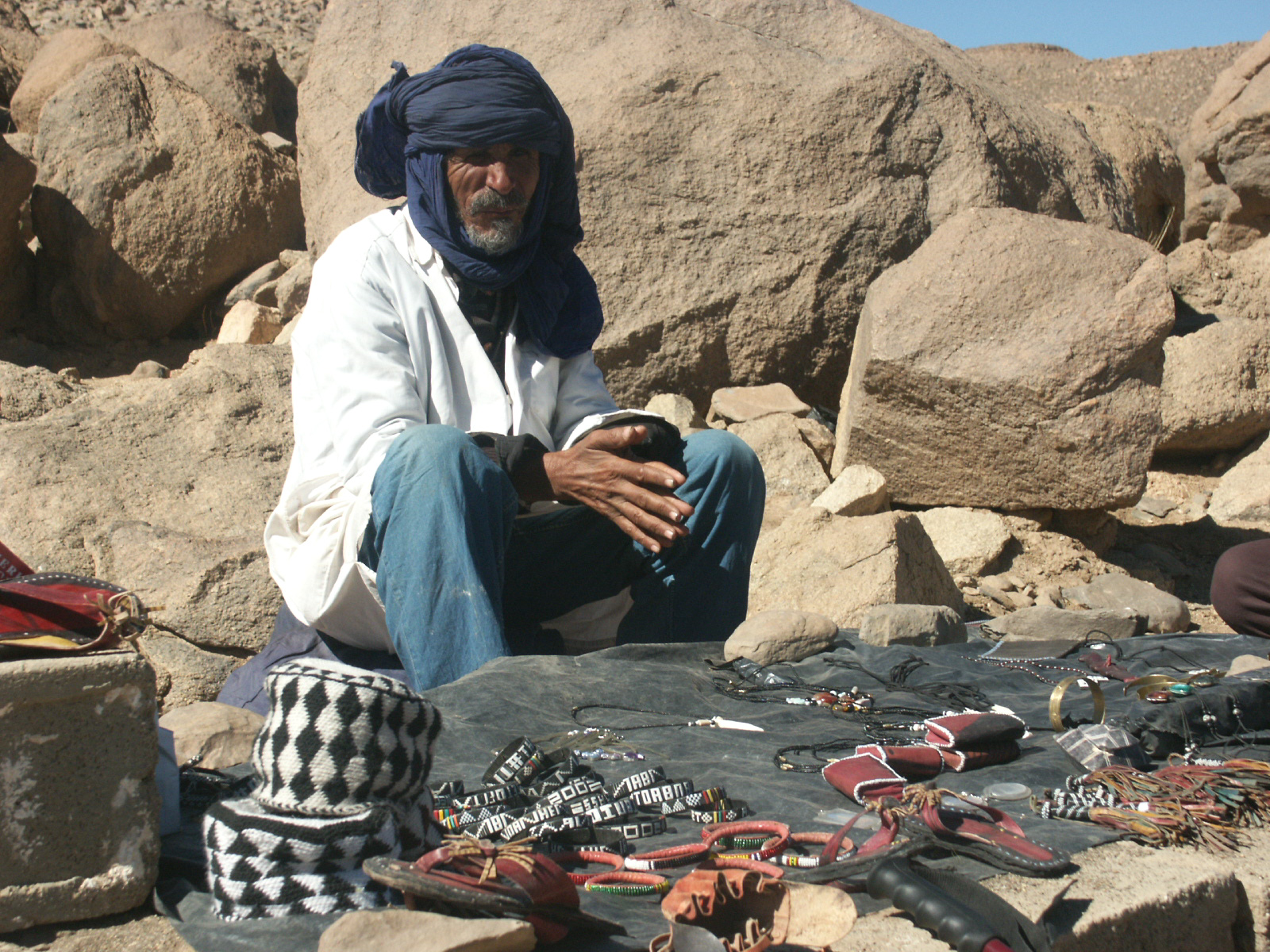
Tuareg prodávající turistům řemeslné výrobky, Hoggar 2004

Jejich etnický původ je spojen s původem Berberů, kteří na území severní Afriky žili již 7000 let př. n. l.  Během starověku se Tuaregové přesunuli z oblasti Tafilaltu na jih do Sahelu a žili v matriarchátu. Za zakladatelku a královnu jejich říše je archeology a antropology považována Tin Hinan, která žila mezi 4. a 5. stoletím. Její monumentální hrobka z kamenných kvádrů a desek byla nalezena a prozkoumána roku 1957 v jižním Alžírsku, v poušti Hoggarského pohoří, nedaleko Abalesse. K identifikaci zemřelé přispěl nápis na zdi hrobky, psaný písmem tifinar a stáří potvrdili britští antropologové roku 1957. . 
Roztroušené kmeny Tuaregů se zformovaly až v 7. století př. n. l., kdy postupující Arabové vytlačili některé Berbery do jižnějších nepříznivých oblastí Sahary, kde se postupně zformovala kmenová společenství Tuaregů. Postupně museli čelit nájezdům místních vládců Haussů, Songhajské říše nebo Maročanů. V tomto období také zajistili hlavní obchodní spojení mezi pobřežím Středozemního moře a černou Afrikou. Specifika kmenů Tuaregů začali popisovat až muslimští cestovatelé a geografové od 10. do 16. století, počínaje Muhammadem Ibn Hawkalem a konče Leem Africanem. 
Francouzská kolonizace západní Afriky začala za vlády císaře Napoleona III. po roce 1830. Zde narazila na silný odpor ze strany tuarežských kmenů, kteří byli poraženi až za pomoci přivolaných vojenských posil. I poté se u moci udrželi místní náčelníci, kteří rozdělili konfederaci na sedm hlavních oblastí pod vládou hlavního náčelníka, zvaného avokal. Někteří z nich se stali spojenci Francie pro lepší správu nad územím. V čele opakovaného ozbrojeného odporu proti kolonizátorům stál avokal Mussa Ag Avastan, který se neúspěšně snažil vyjednávat při diplomatické cestě do Paříže roku 1910. Při Kaocenské revoltě v letech 1916–1917 se Tuaregové neúspěšně pokoušeli koloniální vládu svrhnout a boj skončil kapitulací. Ani formální ukončení koloniální správy v roce 1946 nevedlo k uklidnění politické situace. Po odchodu francouzských kolonizátorů se jejich území v 60. letech 20. století stalo součástí několika státních útvarů. Ve všech Tuaregové zůstali národnostní menšinou, obývající nehostinné oblasti vzdálené od hlavního města. 
V Mali a Nigeru je v současnosti vláda v rukou černošského obyvatelstva, které bylo dříve v tuarežské společnosti považováno za nejnižší otrockou vrstvu obyvatelstva. Velké sociální a národnostní problémy spojené s vlnami sucha a tím způsobené neúrody postupně vedly k nepokojům. V 60. letech 20. století to byla krvavě potlačená revolta v Mali, v 70. letech v Mali a Nigeru a v 90. letech tamtéž. I v 21. století zůstává situace velmi napjatá. Dne 6. dubna 2012 vyhlásili Tuaregové na severu Mali svůj vlastní stát Azavad. Další období bojů nastalo od roku 2014 v souvislosti s občanskou válkou v Libyi a trvá dosud.

## Území Tuaregů
Tuaregové obývají oblast o rozloze asi 2 milionů km2, která zasahuje na území pěti afrických států – Alžírska, Libye, Nigeru, Mali a Burkiny Faso. Převážná část národa je soustředěna v Nigeru (asi 700 tisíc osob) a Mali (asi 500 tisíc osob). V Nigeru obývají převážně kraj Azawagh a s hlavním městem Agadez, které je považováno za jejich centrum. V Mali je hlavním sídlem kraj Azawad s centrem v Kidalu, v Alžírsku jsou soustředěni na jihu země, v horách Tassili n'Ajjer a Hoggar. Poslední částí je malé území v Burkině Faso a na západě Libye kraj Fezzan (ten je v tamašku označen Targa a mohl by tak být jedním ze zdrojů pro název Tuaregové.

## Jazyk
Příslušníci národa Tuaregů hovoří jazykem tamašek, jedním ze skupiny berberských jazyků. Díky izolovanosti unikli alespoň částečně arabizaci, a tak si zachovali téměř čistou formu původního berberského dialektu. Zachovali si také původní berberské písmo tifinar.

## Společnost
Tuaregové nejsou typičtí Berbeři, ale jejich vzhled a barva kůže se liší podle oblastí, v nichž žijí. Na severu mají většinou světlou pleť a evropské rysy, na jihu je barva jejich pleti tmavší, někde jejich vzhled dokonce splývá s místním černošským etnikem. Muži si už od puberty zahalují tvář pláštěm zvaným litham, nosí dlouhé meče, dýky a štíty vyrobené z antilopí kůže.
Tradičně se jejich společnost dělí na takzvané ettebely (rodová společenství, klany), většina z nich se nazývá podle pohoří, kde sídlí: Kel Ajjer (v pohoří Tassili n‘Ajjer), Kel Ahaggar (v pohoří Ahaggar), Kel Tademekkat (v oblasti Tademekkat) a Kel Aïr (v pohoří Aïr), Kel Adar (v pohoří Adrar des Iforas), Kel Ataram (jižně od řeky Niger), Kel Dinniq (kraj Azawagh v Nigeru) a Kel Gress (jihovýchodní Niger). Tato velká společenství se dělí na další menší ettebely.
K dalšímu členění společnosti slouží tzv. kmeny tawsit, které odlišují jednotlivá společenská postavení a příslušnost k nim je dědičná, odvozující se od ženského předka. Imažiren jsou nejvyšší vrstvou válečníků. Mají za úkol ochraňovat vesnici a stáda a pořádat karavany skrz poušť. Imrad jsou kmeny podřízené Imažiren. Jejich hlavní náplní práce je starost o většinu stád ve vesnici, sami jsou majiteli a pastevci menšího dobytka. Jako svobodní lidé se také podílejí na válečných výpravách. Další část společnosti tvoří Islemen, marabuti, jejichž úkolem je výklad Koránu a v návaznosti na tradici islámského práva jsou také poradci ve věcech práva. Nejnižší vrstvou jsou Iklan, ukořistění při výpravách. Postoj k této vrstvě byl v tradiční společnosti velice kladný, výjimkou nebyly ani sňatky mezi různými vrstvami, proto na jihu došlo k promísení s černým obyvatelstvem. Zcela výjimečnou vrstvou, nezapadající do klasického systému, jsou Inaden, věnující se řemeslné výrobě. Materiálem jejich řemesel je kov, kůže i dřevo. Mnohé výrobky prodávají turistům. V oblastech solných ložisek se věnují těžbě soli, se kterou obchodují (např. v Mali Taudenni v oblasti Timbuktu). Znají vše, co se ve společenství událo a mají možnost to i ovlivnit. Svým popisem určí postavení osob ve společnosti.

## Postavení žen
Společenství Tuaregů je založeno na matrilineárním principu. Zatímco muži jsou ochránci a živiteli rodiny a vlastníci stád, ženy jsou majitelkami stanu a jeho vybavení, přičemž ani v manželství se jejich majetek nespojí. Tato rovnováha je pro společnost velice důležitá. O rozvod mohou požádat oba partneři a oba přitom mohou ztratit hodně. Žena přijde o obživu a vrací se k rodině, z níž vyšla, muž přijde o domov. Rodiny jsou monogamní a velké slovo při rozhodování o společnosti mají právě ženy.

## Tuaregové v současném evropském umění
- The four doors of the desert (Čtvery dveře pouště) je životopisný film o vůdci konfederace Tuaregů Mussovi ag Amastanovi (1870–1920) a jeho lásce k Dassine Oult Yemmě, který natočil Antonello Padovano.[8]
- Dokumentární televizní seriál o ženách Tuarégů Love Apart, The sisters of a long night v letech 2004–2005 natočila německá režisérka-dokumentaristka a afrikanistka Bettina Haasenová.[9]
- Španělský dokumentární film Tuaregové, hrdí vládci pouště z roku 2013 uvedla  Česká televize v roce 2021.[10]
- Do české literatury Tuaregy uvedl Jaroslav Raimund Vávra knihou Tvrdá pěst Tuáregů z roku 1962. Na podkladě skutečného konfliktu vylíčil dobrodružství tří chlapců z Tripolis-eľ-Aksa.